# Кожа
Кожа представља омотач тела који је у непосредном додиру са спољашњом средином. Код бескичмењака и нижих хордата (плашташи, амфиоксус) кожа је једнослојна, док је код кичмењака изграђена од више слојева. Боја коже зависи од стања крвних жилица и количине пигмента. Површина коже одраслог човека просечне висине износи 1,7 м², а маса око 18% укупне масе тела. Покожица је изграђена од тврдих ћелија које на спољашњем слоју отпадају, а замењују их ћелије које се врло брзо множе у темељном слоју и замене старе.
Друга животињска покровна ткива, попут егзоскелетона зглавкара, имају различито развојно порекло, структуру и хемијску композицију. Код сисара, кожа је орган покровног система који се састоји од вишеслојног ектодермалног ткива, и штити ткива која окружује: мишиће, кости, лигаменте и унутрашње органе. Кожа различите природе постоји код водоземца, гмизаваца, и птица. Сви сисари имају длаку на својој кожи, чак и морски сисари као што су китови, делфини, и плискавице, који изгледају као да су бездлаки.
Кожа је у контакту са окружењем и представља прву линију одбране од спољашњих фактора. Основне улоге коже су:
- заштитна – штити тело од механичких повреда, патогених организама (кожа је непропустљива за вирусе и бактерије кад је неоштећена),[4] од УВ Сунчевих зрака
- одржавање сталног састава унутрашње телесне средине (хомеостаза) тако што код копнених спречава губитак воде и соли, а код водених кичмењака превелики улазак воде у тело;[5]
- учествује у размени материја – размена гасова, што је од посебног значаја за дисање водених организама;
- продукција фолата и витамина Д
- учествује у процесима екскреције (излучивања) који се врше кожним жлездама;
- примање спољашњих надражаја помоћу бројних чулних органа који су у њој смештени;
- учествује у терморегулацији код хомеотермних организама (имају сталну телесну температуру и припадају им птице и сисари) тако што регулише одавање топлоте из тела (знојење).

Озбиљно оштећена кожа се може залечити путем формирања ткива ожиљка. Такво ткиво је понекад депигментисано и другачије боје. Дебљина коже такође варира од локације до локације на организму. Код људи, на пример, кожа која се налази испод очију и око очних капака је најтања кожа на телу са дебљином од свега 0,5 mm, и једна је од првих области које покажу знаке старења, као што су боре. Кожа на длановима и стопалима је дебела 4 mm и представља најдебљу кожу на телу. Брзина и квалитет зарастања рана на кожи се побољшава пријемом естрогена.
Крзно је густа длака. Примарна улога крзна је изолација коже. Оно исто тако служи као секундарна полна карактеристика и као камуфлажа. Код неких животиња кожа је веома тврда и дебела и може се обрађивати ради стварања кожних материја. Гмизавци и рибе имају заштитне крљушти на кожи, а птице имају перје, што су ткива направљена од β-кератина. Кожа водоземаца није јака баријера, посебно у погледу проласка хемикалија кроз кожу и често је подложна осмози и силама дифузије. На пример, жаба која седи у анестетичком раствору брзо би пала у стање седације, јер хемикалије дифузно пролазе кроз кожу. Кожа водоземаца игра кључну улогу у свакодневном опстанку и њиховој способности да искористе широк опсег станишта и еколошки услова.

## Грађа коже
Кожа кичмењака састоји се из два дела:
- спољашњи део чини покожица (епидермис);
- унутрашњи је крзно (дермис). Ова два дела разликују се по грађи, функцији и пореклу.
- трећи слој је поткожно ткиво.

### Покожица
Покожица (епидермис) се увек састоји од више слојева епителијалних ћелија које су збијене једна уз другу и граде компактан слој. Број слојева је различит на разним местима на телу, као што је нпр. код човека број слојева већи на длановима и стопалима. Површински слојеви састоје се из сасвим спљоштених ћелија, које постепено изумиру и замењују се новим.
Доњи слојеви покожице који се налазе уз крзно су активни у током целог живота и својим деобама образују горње слојеве ћелија. Они представљају герминативни слој. У ћелијама горњих слојева покожице долази до процеса орожњавања – ћелије се постепено испуњавају рожном материјом (кератином) што доводи до изумирања тих ћелија. Тако се на самој површини тела образује слој мртвих ћелија – рожни слој. Између рожног и герминативног слоја налазе се прелазни слојеви у којима орожњавање није довршено. Рожни слој има заштитну улогу и нарочито је добро развијен код типичних копнених кичмењака, гмизаваца, птица и сисара, док је код водоземаца релативно танак. Површински рожни слојеви одбацују се стално и делимично (перутање) или периодично у целини у виду пресвлачења (код змија – змијска кошуљица).
На рачун рожног слоја развиле су се у току еволуције разне заштитне творевине као што су рожне крљушти (покривају тело гуштера и змија), рожне плоче (корњаче и крокодили), перје, длаке, канџе, нокти, копита, рогови идр. Перје (митарењем), а длаке лињањем се такође периодично одбацују.

### Крзно
Крзно (лат. dermis) је састављено од растреситог везивног ткива у коме су доминантна колагена влакна утопљена у матриксу који садржи ћелије:
- фибробласте
- макрофаге
- лимфоците
- адипозне ћелије.

Поред тога у крзну су смештени и:
- завршеци крвних и лимфних судова;
- нервни завршеци
- разни чулни органи
- мишићна влакна
- деривати епидермиса и крзна

Површина крзна образује многа испупчења која залазе у епидермис чиме је остварена тесна веза између ова два дела. У крзну се налазе крвни и лимфни судови, снопови глатких мишићних влакана (везују се за длаке и перје), слободни нервни завршеци и чулни органи. Осим тога, у крзну се налазе и разне егзокрине жлезде које преко изводних канала избацују секрет на површину коже.

### Кожне жлезде
Код нижих кичмењака (колоуста и риба), оне су, као и код бескичмењака, једноћелијске и производе слуз која смањује трење при кретању кроз воду. Код осталих кичмењака кожне жлезде су вишећелијске.
Код водоземаца оне излучују слуз која влажи кожу што омогућава дисање које се код њих у знатној мери обавља преко коже. Неке слузне жлезде водоземаца могу да стварају отрове који служе за заштиту.
Код гмизаваца кожне жлезде немају екскреторну улогу, већ углавном стоје под утицајем сексуалитета, као нпр. мошусне жлезде крокодила.
Најчешћа и најпознатија жлезда у кожи птица је тртична жлезда која лучи мастан секрет којим се премазује перје и која је нарочито развијена код водених птица.
Код сисара су развијене знојне, лојне и млечне жлезде. Течним секретом знојних жлезда се избацују производи размене материја, а имају улогу и у терморегулацији (снижавање телесне температуре). У облику су цевчица чији је доњи крај увијен у клупко и смештен у крзну, а горњи се излива на површину коже. Могу да буду распоређене по целој површини тела или само на одређеним местима (код пса се налазе на њушци). Код китова нема ових жлезда. Секрет знојних жлезда може да буде густ и мастан, нпр. у уху човека. (Код човека се налази око 2,5 милиона знојних жлезда које су најгушће распоређене на длановима, табанима, под пазухом и на челу.)
Знојне жлезде су смештене дубоко у крзну. Са површинским слојем коже повезане су вијугавом цевчицом и излучују зној. Зној је течност жућкасте боје и посебног мириса. Знојењем се одстрањују непотребне материје из организма. То је значајан механизам регулисања телесне температуре, јер је вода веома битан састојак зноја. Зној, такође, има и заштитну улогу, јер је кисео и тако спречава развој бактерија на површини коже.
Лојне жлезде производе мастан секрет који се излучује при корену длаке и служи за њихово подмазивање и спречава исушивање и перутање коже. Нема их на голим деловима тела, осим на очним капцима и уснама.
Млечне жлезде су добро развијене само код женки и њихов секрет служи за исхрану младунаца.
Осим наведених, код сисара постоји читав низ других жлезда чији је секрет миришљав и служи за међусобно препознавање или као средство за одбрану.

## Боја коже
Боја коже зависи од три фактора:
- жућкасте нијансе ћелија епидермиса;
- прозрачности ћелија епидермиса, услед чега се провиде крвни судови испод њега, што даје љубичасте тонове кожи;
- врсте и количине пигмента.

Ћелије које носе пигмент (хроматофоре) леже претежно у крзну, али их има и у епидермису.
Испод коже налази се поткожни слој који је растреситији у односу на крзно. Овај слој повезује кожу са мишићима. У њему се често нагомилавају резерве масти.
Боја коже зависи он пигмента меланина. Што у кожи више има меланина кожа је више тамнија, а таква кожа је мање изложена сунцу. У супротном кожа више изложенија сунцу и има више шансе да је сунце опече.

## Човек
Кожа прекрива цело тело и један је од највећих система органа људског организма. Укупна површина коже одраслог човека је између 1.5 и 2 квадратна метра. Дебљина коже је променљива и креће се од 0.5 до 4 милиметра. Најтања је на очним капцима, а најдебља је на длановима и петама. Људска кожа је слична већини других сисарских кожа, при чему је најсличнија свињској кожи. Кожа има три слоја: епидермис, дермис и хиподермис. Најбројније ћелије епидермиса су кератиноцити, а осим њих постоје и меланоцити (пигментне ћелије), Лангерхансове ћелије и Меркелове ћелије. Дермис се састоји од папиларног дела и ретикуларног дела који се разликују по густини ћелија и везивног ткива. Хиподермис представља углавном масно ткиво.
Кожа се око телесних отвора трансформише у слузокожу. Слузокожа штити поред телесних отвора и органе за дисање и варење. Она је црвенкасторужичасте боје, јер је боље прокрвљена од коже. Назив је добила по влажности која потиче од ћелија које луче слуз.

### Гени и протеини изражени у епидермису
Око 70% свих људских гена који кодирају протеине је изражено у кожи. Скоро 500 гена има повишени образац изражавања у кожи. Постоји мање од 100 гена који су специфични за кожу и они се изражавају у епидермису. Анализа одговарајућих протеина показује да се они углавном изражавају у кератиноцитима и да имају функције везане за сквамозно диференцијацију и корнификација.

## Рецептори соматосензорног система у кожи
На пресеку коже. могуће је издвојити три главна слоја: епидерм (покожица), дерм (крзно) и хиподерм. Епидерм је покривен слојем мртвих ћелија, а затим следи слој ћелија без рецептора и Малпигијев слој. У Малпигијевом слоју се од рецептора налазе слободни нервни завршеци, као и Меркелови дискови.
Епидерм је од дерма одвојен веома набраном базиларном мембраном, тако да "брадавице" дерма улазе дубоко у епидерм и обрнуто. Овај брадавичасти слој је најбогатији рецепторним елементима. Ту се налазе Мајснерова телашца, Краузеова телашца и сплетови нервних завршетака који прате ситне крвне судове. Право крзно, које се налази испод слоја брадавице, је практично без рецептора. У хиподерму се налазе највећи рецептори, Фатер-Пачинијева телашца, затим Руфинијеви цилиндри и Голђи-Мацонијева телашца, за које неки тврде и да су као Краузеова.
Осим поменутих рецептора, не треба заборавити и на длаку, која је рецепторни орган, јер је њен корен обмотан сплетом - кошаром нервних влакана. Она региструје притисак који се преноси преко длаке.
Кожни рецептори се разликују по величини и грађи. Док већина њих има облик инкапсулираног нервног завршетка, слободни нервни завршеци су без капсула. И мада капсуле изгледају веома различито, постоји заједничка схема њихове грађе. Обично се састоје од опни око затворене мреже неурофибрила које губе свој мијелински омотач. Префрибрилна материја учествује у грађи капсуле.